# Attelsdorf
Attelsdorf ist ein Gemeindeteil der Stadt Schlüsselfeld im Landkreis Bamberg (Oberfranken, Bayern). Attelsdorf liegt in der Gemarkung Thüngfeld.

## Lage
Attelsdorf liegt am linken Ufer der Reichen Ebrach an der Anschlussstelle 77 der A 3 sowie am Abzweig der Staatsstraße 2261 von der Staatsstraße 2260. Beim kleinen Dorf gibt es aufgrund der guten Verkehrsanbindung ein eigenes Industriegebiet, in welchem sich ein Getränke- und Supermarkt, eine Tankstelle sowie ein Fast-Food-Restaurant befinden. In der Ortschaft bieten zwei Hotels Übernachtungsmöglichkeiten an. Die Bahnstrecke Frensdorf–Schlüsselfeld führt nördlich vorbei.

## Geschichte
Der Ort wurde 1342 als „Otlasdorf“ erstmals urkundlich erwähnt. Bestimmungswort des Ortsnamens ist Odelin, der Personenname des Gründers. In der ersten Hälfte des 14. Jahrhunderts verkaufte Konrad II. von Schlüsselberg einen Hof zu Attelsdorf an das Hochstift Bamberg. Bischof Lupold übereignete diesen dem Kloster Schlüsselau. Der Bamberger Kapitular Berthold von Henneberg kaufte einen Hof, dessen Abgaben für ein Seelgerät seines verstorbenen Vetters Ludwig von Henneberg bestimmt waren. Dieser Hof wurde 1377 von Bischof Lamprecht dem Bamberger Domkapitel übereignet. Das Würzburgische Centamt Schlüsselfeld übte das Hochgericht aus. Gleichzeitig hatte es im Ort grundherrliche Ansprüche, wie aus einer Urkunde von 1592 hervorgeht. 1799 gab es im Ort 26 Untertansfamilien.
Im Rahmen des Gemeindeedikts wurde Attelsdorf dem 1811 gebildeten Steuerdistrikt Thüngfeld und der im selben Jahr gebildeten Ruralgemeinde Thüngfeld zugewiesen.
Am 1. Mai 1978 wurde Attelsdorf im Zuge der Gebietsreform in die Stadt Schlüsselfeld eingegliedert.

### Baudenkmäler
- Kreuzstein
- Heiligenhäuschen

### Einwohnerentwicklung
| Jahr      | 001819 | 001861 | 001871 | 001885 | 001900 | 001925 | 001950 | 001961 | 001970 | 001987 | 002019 | 002022 |
| Einwohner | 79     | 82     | 82     | 70     | 80     | 68     | 100    | 80     | 80     | 64     | 55     | 52     |
| Häuser    |        |        |        | 14     | 15     | 16     | 12     | 17     |        | 20     |        |        |
| Quelle    | [ 9 ]  | [ 10 ] | [ 11 ] | [ 12 ] | [ 13 ] | [ 14 ] | [ 15 ] | [ 16 ] | [ 17 ] | [ 18 ] |        | [ 1 ]  |

## Religion
Der Ort ist römisch-katholisch geprägt und gehört zur Kirchengemeinde St. Bartholomäus (Thüngfeld), einer Filiale der Pfarrei St. Johannes der Täufer (Schlüsselfeld). Die Einwohner evangelisch-lutherischer Konfession sind nach St. Jakobus (Gleißenberg) gepfarrt.